# Nicolaaskerk (Huins)
De Nicolaaskerk is een kerkgebouw in Huins, gemeente Leeuwarden, in de Nederlandse provincie Friesland.

## Beschrijving
De kerk uit de 13e eeuw was oorspronkelijk gewijd aan Sint Nicolaas. De eenbeukige kerk met halfrond gesloten chevet heeft een houten geveltoren uit de 18e eeuw, met ingesnoerde spits. De luidklok, uit 1619, is gegoten door Hans Falck. Het interieur wordt gedekt door een houten tongewelf. De preekstoel, doophek en twee herenbanken dateren uit de 17e eeuw. Het orgel uit circa 1875 is gemaakt door Willem Hardorff en in 1961 in de kerk geplaatst. Het is afkomstig uit de Catharinakerk van Lions. De kerk is een rijksmonument. De kerk behoort tot de Protestantse Gemeente Hilaard, Húns en Leons.

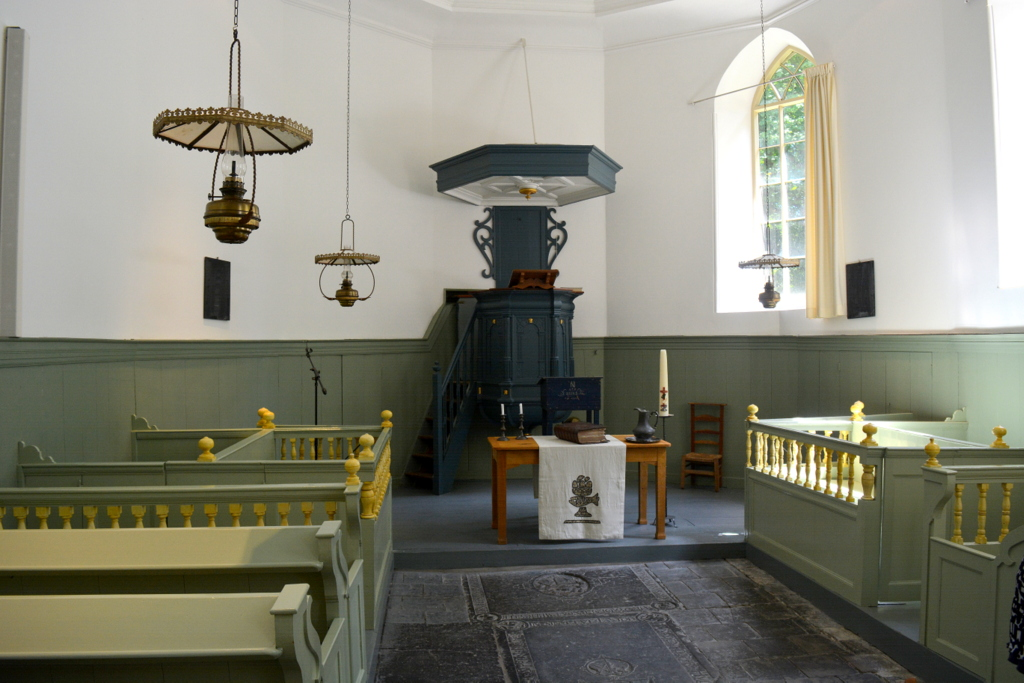
Interieur met preekstoel (2018)
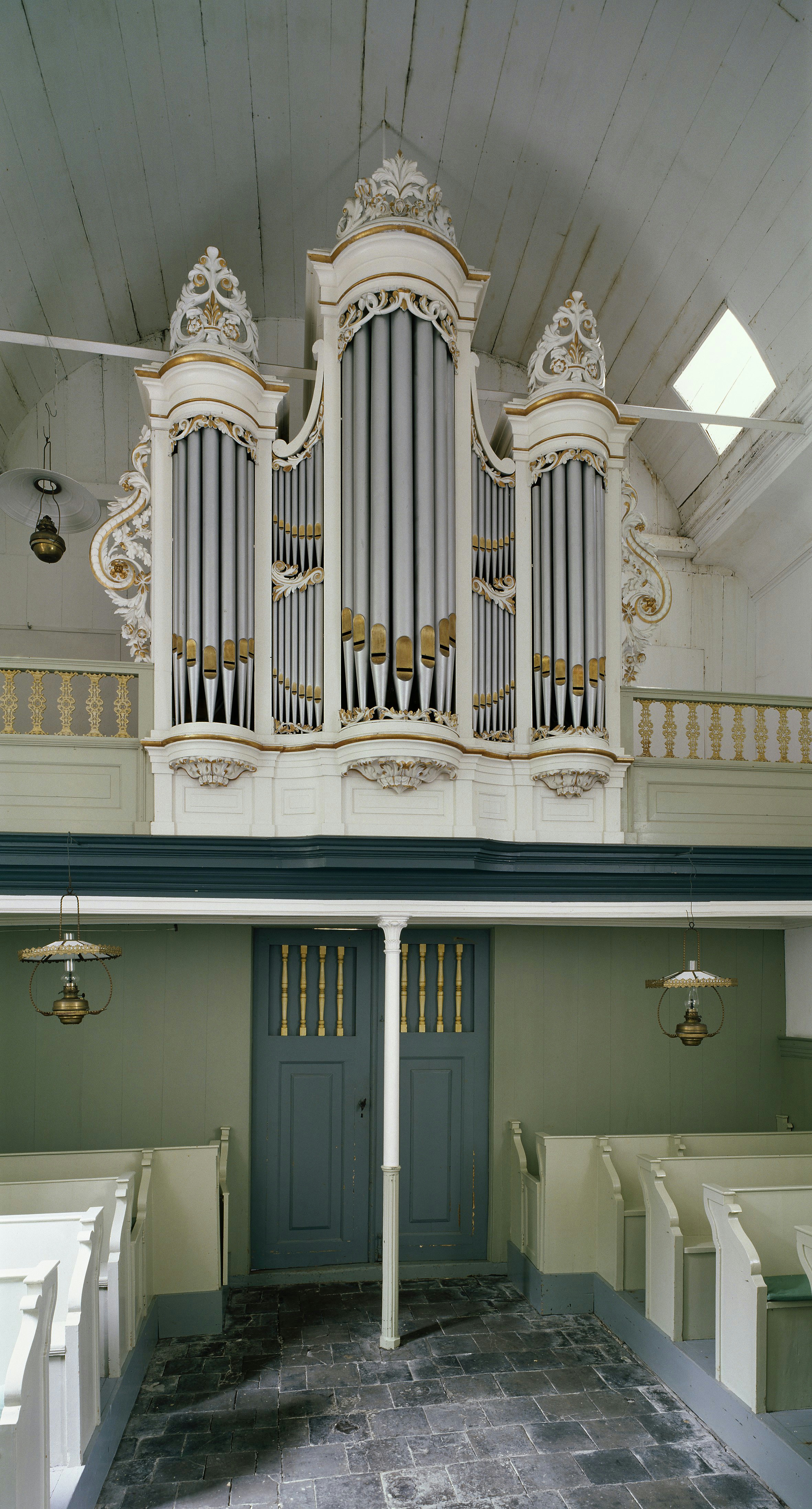
Interieur met orgel (2005)